# Pablo Abián
Pablo Abián Vicen (* 12. Juni 1985 in Calatayud, Spanien) ist ein spanischer Badmintonspieler. 

## Karriere
Pablo Abián nahm 2008 im Herreneinzel an Olympischen Sommerspielen in Peking teil. Er verlor dabei jedoch gleich in Runde eins und wurde somit 33. in der Endabrechnung. Erfolgreicher war er bei den Slovenian International, Polish Open und Giraldilla International, wo er jeweils als Sieger den Platz verließ.

## Sportliche Erfolge
| Saison | Veranstaltung                               | Disziplin    | Platz | Name                           |
| ------ | ------------------------------------------- | ------------ | ----- | ------------------------------ |
| 1999   | Spanien: Meisterschaft U15                  | Mixed        | 1     | Lucía Viñoales / Pablo Abián   |
| 1999   | Spanien: Meisterschaft U15                  | Herreneinzel | 1     | Pablo Abián                    |
| 2002   | Spanien: Einzelmeisterschaften der Junioren | Herrendoppel | 1     | Pedro Gomez / Pablo Abian      |
| 2003   | Spanien: Einzelmeisterschaften der Junioren | Herreneinzel | 1     | Pablo Abian                    |
| 2003   | Spanien: Einzelmeisterschaften der Junioren | Herrendoppel | 1     | Pablo Abian / José V. Ortigosa |
| 2004   | Spanien: Einzelmeisterschaften der Junioren | Mixed        | 1     | Pablo Abian / Alicia Calonge   |
| 2004   | Spanien: Einzelmeisterschaften der Junioren | Herreneinzel | 1     | Pablo Abián                    |
| 2004   | Spanien: Einzelmeisterschaften der Junioren | Herrendoppel | 1     | Pablo Abián / Vicente Martín   |
| 2004   | Spanien: Meisterschaft                      | Mixed        | 1     | Pablo Abián / Patricia Pérez   |
| 2006   | Giraldilla International                    | Herreneinzel | 1     | Pablo Abián                    |
| 2007   | Giraldilla International                    | Herreneinzel | 1     | Pablo Abián                    |
| 2007   | Bahrain: Internationale Meisterschaften     | Herreneinzel | 2     | Pablo Abián                    |
| 2007   | Spanien: Meisterschaft                      | Herreneinzel | 1     | Pablo Abián                    |
| 2007   | Bulgarien: Internationale Meisterschaften   | Herreneinzel | 3     | Pablo Abián                    |
| 2008   | Olympia                                     | Herreneinzel | 33    | Pablo Abián                    |
| 2008   | Spanien: Meisterschaft                      | Herreneinzel | 1     | Pablo Abián                    |
| 2009   | Spanien: Meisterschaft                      | Herreneinzel | 1     | Pablo Abián                    |
| 2010   | Slovenian International                     | Herreneinzel | 1     | Pablo Abian                    |
| 2010   | Spanien: Meisterschaft                      | Herreneinzel | 1     | Pablo Abián                    |
| 2010   | Spanien: Meisterschaft                      | Herrendoppel | 1     | Pablo Abián / Javier Abián     |
| 2010   | Polish International                        | Herreneinzel | 1     | Pablo Abián                    |
| 2011   | Morocco International                       | Herreneinzel | 1     | Pablo Abián                    |
| 2012   | Spanien: Meisterschaft                      | Herreneinzel | 1     | Pablo Abián                    |
| 2012   | Spanien: Meisterschaft                      | Herrendoppel | 1     | Javier Abián / Pablo Abián     |
| 2013   | Mittelmeerspiele                            | Herreneinzel | 2     | Pablo Abián                    |
| 2013   | Welsh International                         | Herreneinzel | 1     | Pablo Abián                    |
| 2014   | Spanien: Meisterschaft                      | Herreneinzel | 1     | Pablo Abián                    |
| 2014   | Spanien: Meisterschaft                      | Herrendoppel | 1     | Javier Abián / Pablo Abián     |
| 2015   | Europaspiele 2015                           | Herreneinzel | 1     | Pablo Abián                    |
| 2023   | Spanien:Meisterschaft                       | Herreneinzel | 1     | Pablo Abián                    |